# Seznam československých mistryň Evropy
Seznam československých mistryň Evropy – vítězek mistrovství Evropy, které reprezentovaly Československo do roku 1992.

## Jednotlivkyně
| Mistrovství | Místo         | Jméno                  | Sport           | Disciplína            | Kategorie / Pozice |
| ----------- | ------------- | ---------------------- | --------------- | --------------------- | ------------------ |
| 1971        | Sofie         | Milada Karbanová       | atletika (hala) | skok do výšky         |                    |
| 1977        | San Sebastián | Jarmila Nygrýnová      | atletika (hala) | skok daleký           |                    |
| 1978        | Milán         | Jarmila Nygrýnová      | atletika (hala) | skok daleký           |                    |
| 1981        | Grenoble      | Jarmila Kratochvílová  | atletika (hala) | běh na 400 m          |                    |
| 1982        | Milán         | Jarmila Kratochvílová  | atletika (hala) | běh na 400 m          |                    |
| 1983        | Budapešť      | Jarmila Kratochvílová  | atletika (hala) | běh na 400 m          |                    |
| 1984        | Göteborg      | Jarmila Kratochvílová  | atletika (hala) | běh na 200 m          |                    |
| 1984        | Göteborg      | Taťána Kocembová       | atletika (hala) | běh na 400 m          |                    |
| 1959        | Krakov        | Věra Čáslavská         | gymnastika      | kladina               |                    |
| 1965        | Sofie         | Věra Čáslavská         | gymnastika      | bradla                |                    |
| 1965        | Sofie         | Věra Čáslavská         | gymnastika      | kladina               |                    |
| 1965        | Sofie         | Věra Čáslavská         | gymnastika      | prostná               |                    |
| 1965        | Sofie         | Věra Čáslavská         | gymnastika      | přeskok               |                    |
| 1965        | Sofie         | Věra Čáslavská         | gymnastika      | víceboj               |                    |
| 1967        | Amsterdam     | Věra Čáslavská         | gymnastika      | bradla                |                    |
| 1967        | Amsterdam     | Věra Čáslavská         | gymnastika      | kladina               |                    |
| 1967        | Amsterdam     | Věra Čáslavská         | gymnastika      | prostná               |                    |
| 1967        | Amsterdam     | Věra Čáslavská         | gymnastika      | přeskok               |                    |
| 1967        | Amsterdam     | Věra Čáslavská         | gymnastika      | víceboj               |                    |
| 1936        | Duisburg      | Marta Pavlisová        | kanoistika      | rychlostní kanoistika | K1                 |
| 1950        | Oslo          | Ája Vrzáňová           | krasobruslení   | ženy                  |                    |
| 1968        | Västerås      | Hana Mašková           | krasobruslení   | ženy                  |                    |
| 1968        | Lyon          | Ilona Uhlíková-Voštová | stolní tenis    | dvouhra               |                    |

## Družstva a štafety
| Mistrovství | Místo | Jméno                              | Sport        | Disciplína | Kategorie / Pozice |
| ----------- | ----- | ---------------------------------- | ------------ | ---------- | ------------------ |
| 1968        | Lyon  | Marta Lužová-Hejmová, J. Karlíková | stolní tenis | čtyřhra    |                    |
| 1968        | Lyon  | Jitka Karlíková, M. Lužová-Hejmová | stolní tenis | čtyřhra    |                    |
|             |       |                                    |              |            |                    |

## Smíšené dvojice a družstva
| Mistrovství | Místo      | Jméno                              | Sport         | Disciplína        | Kategorie / Pozice |
| ----------- | ---------- | ---------------------------------- | ------------- | ----------------- | ------------------ |
| 1957        | Vídeň      | Věra Suchánková, Z. Doležal        | krasobruslení | sportovní dvojice |                    |
| 1958        | Bratislava | Věra Suchánková, Z. Doležal        | krasobruslení | sportovní dvojice |                    |
| 1964        | Grenoble   | Eva Romanová, P. Roman             | krasobruslení | taneční páry      |                    |
| 1965        | Moskva     | Eva Romanová, P. Roman             | krasobruslení | taneční páry      |                    |
| 1966        | Londýn     | Marta Lužová-Hejmová, V. Miko      | stolní tenis  | smíšené dvojice   |                    |
| 1980        | Bern       | Ilona Uhlíková-Voštová M. Orlowski | stolní tenis  | smíšená čtyřhra   |                    |
| 1986        | Praha      | Marie Hrachová, J. Panský          | stolní tenis  | smíšená čtyřhra   |                    |
|             |            |                                    |               |                   |                    |

## Kolektivy
| Mistrovství | Místo    | Jméno                | Sport    | Disciplína | Kategorie / Pozice |
| ----------- | -------- | -------------------- | -------- | ---------- | ------------------ |
| 1955        | Bukurešť | Jindřiška Holá       | volejbal |            |                    |
| 1955        | Bukurešť | Drahoslava Křížová   | volejbal |            |                    |
| 1955        | Bukurešť | Lenka Kučerová       | volejbal |            |                    |
| 1955        | Bukurešť | Božena Lútočková     | volejbal |            |                    |
| 1955        | Bukurešť | Regina Matalíková    | volejbal |            |                    |
| 1955        | Bukurešť | Alena Nečasová       | volejbal |            |                    |
| 1955        | Bukurešť | Libuše Neugebauerová | volejbal |            |                    |
| 1955        | Bukurešť | Janka Šindelářová    | volejbal |            |                    |
| 1955        | Bukurešť | Svatava Štaudová     | volejbal |            |                    |
| 1955        | Bukurešť | Běla Štulcová        | volejbal |            |                    |
| 1955        | Bukurešť | Alžběta Technovská   | volejbal |            |                    |
| 1955        | Bukurešť | Bohumila Valášková   | volejbal |            |                    |
| 1955        | Bukurešť | M. Mácha             | volejbal |            | trenér             |
|             |          |                      |          |            |                    |

## Přehled vítězství podle sportů
| Sport             | Ženy** | Odkazy             |
| ----------------- | ------ | ------------------ |
| Atletika          |        |                    |
| Curling           | 0      | přehled medailí    |
| Fotbal            | 0      |                    |
| Gymnastika        |        |                    |
| Házená            | 0      |                    |
| Kanoistika        | +      | rychlost, slalom   |
| Krasobruslení     | 4*     | seznamy medailistů |
| Lední hokej       | 0      |                    |
| Plážový volejbal  | 0      |                    |
| Sportovní lezení  | 0      | přehled medailí    |
| Sportovní střelba |        |                    |
| Stolní tenis      | 3,5*   |                    |
| Volejbal          | 1      |                    |
|                   |        |                    |

- za smíšené týmy jen polovina medailí
  - celkově viz seznam mužů